# シマガツオ
シマガツオ（縞鰹、学名：Brama japonica）は、スズキ目シマガツオ科に属する硬骨魚類。別名:エチオピア、ハマシマガツオ、クロマナ、クロマナガツオ。B. raiiはシノニム。なお、市場では本種の他にツルギエチオピアとヒレジロマンザイウオもエチオピアと呼ばれる。

## 分布
北海道から沖縄にかけての太平洋沖。北海道から九州にかけての日本海沖。東シナ海。北太平洋。

## 形態
全長60センチメートル。楕円形の体は側偏し、体高が高く体長の半分くらいある。生きているときは銀白色であるが、死ぬと急速に黒褐色に変わる。頭の前部の背面は丸く、吻端は垂直に近い。背鰭と臀鰭には鰭上鱗がある。尾柄から尾鰭基底の鱗は徐々に小さくなる。背鰭:3-5棘条27-33軟条。臀鰭:1-2棘条22-28軟条。
ヒレジロマンザイウオに似ているが、本種には側線があり、鱗に棘がない。側線鱗は80-90枚。また、背鰭と臀鰭の前部はわずかに長く、鎌状にはならない。これらの特徴により区別できる。

## 生態
北西太平洋では春から秋にかけてアリューシャン列島付近まで移動し、冬には亜熱帯まで南下して産卵する。
表層から400mの底層に生息し、群れをつくる。魚類やイカ、甲殻類を食べる。相模湾などではやや深いところ（海底ではない）で獲れるが、北の海域では表層で獲れる。

## 人との関わり
刺し網、まき網、延縄などで漁獲する。流通量は多くないものの、白身で味はよく、焼き物や煮付けなどにして食される。

### 俗称「エチオピア」の由来
1927年に日本・エチオピア通商友好条約が結ばれて以降、エチオピア使節団の訪日や、エチオピアの皇族と日本の華族女性の婚約（イタリアの干渉により破談）など、日本とエチオピアの友好関係が一気に深まる中、1935年にイタリアとエチオピアの間で第二次エチオピア戦争が始まった。そのような時代背景のもと、1935年頃に本種が大量に水揚げされて東京の市場や小売店に現れるようになる。黒っぽい体色ゆえか、「エチオピア」と呼ばれるようになる。
当時日本には、イタリアの侵略に怯えるエチオピアを応援したいという庶民感情があり、「エチオピア饅頭」が生まれるなどしていた。

## 近縁種

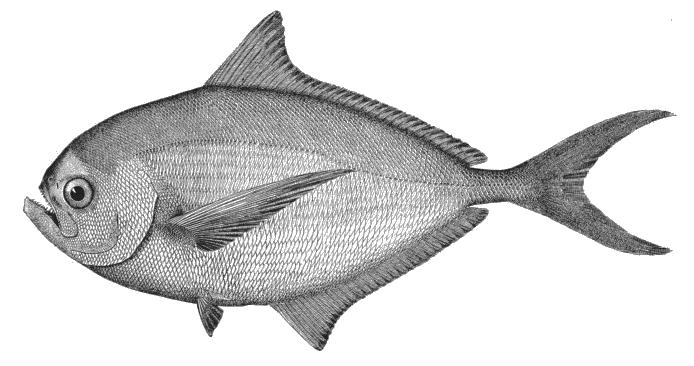
ニシシマガツオ Brama brama

- ヒメシマガツオ Brama dussumieri Cuvier, 1831

世界中に広く分布。
- ニシシマガツオ Brama brama (Bonnaterre, 1788)

北大西洋に分布。
- カリブシマガツオ Brama caribbea Mead, 1972

西大西洋に分布。